# Цимљанск
Цимљанск (рус. Цимлянск) град је у Русији у Ростовској области.

## Становништво
| 1939. | 1959. | 1970.  | 1979.  | 1989.  | 2002.  | 2010.  |
| ----- | ----- | ------ | ------ | ------ | ------ | ------ |
| 4.400 | 9.919 | 13.011 | 15.360 | 15.343 | 15.444 | 15.028 |